# Yasemin Horasan
Yasemin Horasan (ur. 1 sierpnia 1983 w Stambule) – turecka koszykarka,  występująca na pozycji środkowej, reprezentantka kraju, olimpijka. Od 2018 generalna menadżerka żeńskiej kadry Turcji.

## Osiągnięcia
Na podstawie, o ile nie zaznaczono inaczej.

### Drużynowe
- Mistrzyni:
  - EuroCup (2009)
  - Turcji (2005, 2013)[2]
- Wicemistrzyni:
  - Euroligi (2013)
  - Superpucharu Europy FIBA (2009)[3]
  - Turcji (2006, 2007, 2010)[4]
- Zdobywczyni:
  - Pucharu Turcji (2010)[5]
  - superpucharu:
    - Włoch (2007)
    - Turcji (2006, 2012)
- Uczestniczka międzynarodowych rozgrywek:
  - Euroligi (2007/2008, 2009/2010, 2012/2013)
  - EuroCup (2005–2007, 2008/2009, 2010–2012, 2015/2016)
- Finalistka:
  - Pucharu Turcji (2002, 2005, 2007, 2009, 2013)[2]
  - Superpucharu Turcji (2005)

### Indywidualne
(* – nagrody przyznane przez portal eurobasket.com)
- Laureatka nagrody – największy postęp ligi tureckiej (2007)*[4]
- Zaliczona do*:
  - I składu:
    - ligi tureckiej (2006)[6]
    - zawodniczek krajowych ligi tureckiej (2006, 2007)[6][4]
    - defensywnego ligi tureckiej (2007)[4]

  - II składu ligi tureckiej (2007)[4]
- Uczestniczka meczu gwiazd ligi tureckiej (2005, 2006, 2009, 2010)[7][6][8][5]

### Reprezentacja

#### Seniorek
- Mistrzyni igrzysk śródziemnomorskich (2005)
- Wicemistrzyni Europy (2011)
- Uczestniczka:
  - igrzysk olimpijskich (2012 – 5. miejsce)[9][10]
  - mistrzostw Europy (2005 – 8. miejsce, 2007 – 9. miejsce, 2009 – 9. miejsce, 2011)
  - kwalifikacji:
    - olimpijskich (2012 – 1. miejsce)
    - do Eurobasketu (2001, 2003, 2007, 2009)

#### Młodzieżowe
- Uczestniczka:
  - mistrzostw Europy:
    - U–20 (2000 – 4. miejsce, 2002 – 8. miejsce)
    - U–18 (1998 – 9. miejsce)
    - U–16 (1999 – 10. miejsce)

  - kwalifikacji do Eurobasketu:
    - U–20 (2002)
    - U–18 (2000)
    - U–16 (1997, 1999)